# Масакр у Воли
Масакр у Воли (пољ. Rzeź Woli — „покољ у Воли”) систематско је убијање између 40.000 и 50.000 Пољака у варшавском предграђу Вола. Извршили су га снаге немачког Вермахта и њихови савезници из руске СС јуришне бригаде РОНА, током ране фазе Варшавског устанка. Хитлер је наредио масакр уз упутство да се побије „све што се креће”.
Од 5. до 12. августа 1944, Немци су систематски убили десетине хиљада пољских цивила и заробљене припаднике Армије Крајове  у приређеним масовним погубљењима широм Воле. Побијене су читаве породице — и бебе, и деца, и старци. Немци су у болничким креветима убијали пацијенте у болницама, а убијани су и доктори и медицинске сестре који су о њима бринули. Лешеви су стављани на гомилу како би били спаљени. Пре спаљивања, пси су пуштани да провере да ли је неко још увек жив. Они који су нађени живи су убијани на лицу места. Црни дим од спаљених хиљада лешева је прекрио цело предграђе. Стотине жена је силовано пре него што су убијене. Родитељи су приморавани да гледају како им убијају децу. Убијани су и свештеници који су покушавали да заштите оне који су уточиште потражили у њиховим храмовима.
Немци су предвиђали да ће овај масакр угушити вољу за борбом устаника, и да ће устанак довести до брзог краја. Међутим, немилосрдност овог масакра је само ојачала пољски отпор, и морала су да прођу читава два месеца жестоких борби пре него што су Немци поново успоставили контролу над Варшавом.

## Масакр
Варшавски устанак је избио 1. августа 1944. Током првих неколико дана пољски покрет отпора је успео да ослободи већи део Варшаве на левој страни Висле (устанак је такође избио и у предграђу Праги са десне стране реке, али су га Немци брзо угушили). Два дана након што су почеле борбе, СС генерал Ерих фон дем Бах-Зелевски је постављен за команданта свих немачких снага у Варшави. Извршавајући директно наређење СС-рајхсфирера Хајнриха Химлера да угуши устанак без милости, његова стратегија је била да примени тактику терора против становника Варшаве. Није прављена никаква разлика између припадника Армије Крајове и цивила, јер су Химлерова наређења експлицитно гласила да Варшаву треба потпуно уништити и да цивилно становништво треба истребити.
Професор Тимоти Д. Снајдер са универзитета Јејл, је написао да „масакри у Воли нису имали ништа заједничког са борбом … однос цивилних према војним жртвама је био више од хиљаду према један, чак и ако се рачунају војне жртве са обе стране”
Дана 5. августа, три немачке борбене групе су почеле да напредују према центру града са западне границе предграђа Вола, дуж Волске и Горчевске улице. Немачке снаге су се састојале од јединица које су припадале Вермахту и СС полицијским батаљонима, као и махом руска СС јуришна бригада РОНА и СС јуришна бригада Дирлевангер, озлоглашена Вафен СС казнена јединица коју је водио Оскар Дирлевангер. Британски историчар Мартин Виндроу је описао Дирлевангерову јединицу као „језиву руљу” „кољача, [страних] одметника, садистичких морона и војника нечасно отпуштених из других јединица”.
Убрзо након што су почеле наступање према центру Варшаве, две борбене групе које су ишле спреда — борбена група „Рор” (командир генерал мајор Гинтер Рор) и борбена група „Рајнефарт” (командир Хајнц Рајнефарт) — су заустављене жестоком ватром пољског покрета отпора. У немогућности да наставе напред, неки немачки војници су кренули од куће до куће извршавајући наређење да побију све становнике. Многи цивили су убијени на лицу места, али неки су убијени тек после мучења и силовања. Процене се разликују, али сам Рајнфарт је проценио да је до 10.000 цивила убијено у Воли само 5. августа, првог дана операције. Већина жртава су били стари, жене и деца.

Већину злочина су починиле снаге под командом СС-оберфирера Оскара Дирлевангера и СС-бригадефирера Бронислава Каминског. Историчар истраживач Мартин Гилберт са Универзитета Оксфорд је написао: 

„Више од петнаест хиљада пољских цивила убиле су немачке снаге у Варшави. У 5:30 то вече [5. август], генерал Ерих фон дем Бах је издао наређење да се престане са убијањем жена и деце. Али убијање свих заробљених мушкараца је настављено, а нико се није трудио да утврди да ли су били припадници снага отпора или не. Нити су се Козаци или криминалци бригада Каминског и Дирлевангера уопште обазирали на наређење фон дем Бах Залевског: силовањем, мучењем и паљевином, пробијали су се кроз предграђа Вола и Охота, убивши за три дана покоља додатних тридесет хиљада цивила, рачунајући стотине пацијената у свим болницама које су им се нашле на путу.”
Дана 5. августа, батаљон Зошка Армије Крајова је успео да ослободи концентрациони логор Генсиовка и да преузме контролу над стратешки значајном облашћу око некадашњег Варшавског гета уз помоћ два заробљена Пантер тенка која су припадала јединици којом је командовао Вацлав Микута. Током наредних неколико дана борбе ова област је постала једна од главних линија комуникације између Воле и Старог града, што је омогућило побуњеницима и цивилима да се постепено повуку из Воле пред надмоћним немачким снагама.
Дана 7. августа, немачке копнене снаге су додатно ојачане. Како би побољшали своју ефикасност, Немци су почели да користе цивиле као људски штит док су наступали према положајима пољског покрета отпора. Ова тактика, у садејству са њиховом бројчаном и надмоћи у наоружању им је омогућила да се пробију до Банкарског трга на северном делу центра града и да пресеку Волу на два дела.
Немачке јединице су спалиле две локалне болнице док је у њима још било пацијената. Стотине других пацијената и особља је убијено насумичном паљбом и гранатама или издвојено и одведено на губилишта. Највећи број људи је убијен на железничком насипу у Горчевској улици и у две велике фабрике у Волској улици — Урсус у Волској 55 и фабрици Франасек у Волској 41/45 — као и у фабрици Пфајфер у Окоповој 57/59. На свакој од ове четири локације, хиљаде људи је систематски убијено у масовним стрељањима, након што су претходно скупљени на другим местима и доведени ту у групама.
Између 8. и 23. августа, СС је формирао групе сачињене од људи из Воле у такозвани „одред за спаљивање”. Припадници овог одреда су били приморани да сакрију доказе о масакру спаљивањем тела жртава, као и кућа домова. Већина људи који су били у овим групама је касније убијено.

Дана 12. августа је издато наређење да се прекине са неселективним убијањем пољских цивила у Воли. Ерих фон дем Бах је издао нову директиву у којој је стајало да заробљене цивиле треба евакуисати из града и депортовати у концентрационе логоре или у радне логоре.

## Последице
Ниједном припаднику немачких снага који је учество злочинима почињеним током Варшавског устанка није због тих злочина суђено након Другог светског рата.. Главни починиоци Масакра у Воли и сличних масакара у облиђњем предграђу Охота су били Хајнц Рајнефарт и Оскар Дирлевангер. Дирлевангер је командовао и лично учествовао у многим од најсуровијих дела. Ухапсиле су га 1. јуна 1945. француске окупационе снаге док се крио под лажним именом у близини града Алтсхаузена у Горњој Швабији. Умро је 7. јуна 1945 у француском логору за заробљенике у Алтсхаузену, вероватно услед лошег третмана његових пољских стражара. 1945, Рајнефарта су привеле британске и америчке власти, али му никад није суђено због његове умешаности у злочине у Варшави, упркос пољским захтевима за његово изручење. Након што га је суд Западне Немачке ослободио због недостатка доказа, Рајенфарт је имао успешну послератну каријеру као правник, а постао је и градоначелник Вестерланда, и члан Ландтага, парламента Шлезвиг-Холштајна. Влада Западне Немачке је такође доделила бившем СС-обергрупенфиреру генералску пензију пре него што је умро 1979.
У мају 2008, Музеј Варшавског устанка је саставио и објавио списак неколико бивших припадника СС Дирлевангер који су још увек живи.